# Osyris
Osyris is een geslacht uit de sandelhoutfamilie (Santalaceae). De soorten komen voor op de Canarische Eilanden, van het Middellandse Zeegebied tot in Zuid-China en Indochina en van Eritrea tot in Zuid-Afrika.

## Soorten
- Osyris alba L.
- Osyris compressa (P.J.Bergius) A.DC.
- Osyris daruma Parsa
- Osyris lanceolata Hochst. & Steud.
- Osyris speciosa (A.W.Hill) J.C.Manning & Goldblatt

... · 
Anthobolus · 
Thesium (Bergvlas) · 
Santalum · 
Viscum · 
...